# Universidad del Ártico
La Universidad del Ártico (del inglés: UArctic) es una red internacional de cooperación de la región del Ártico. Fue fundada el 12 de junio de 2001 por recomendación del Consejo Ártico.

## Generalidades
La meta de la Universidad del Árctico es la creación de una región circumpolar fuerte y sostenible, empoderando a la población, especialmente a los pueblos nativos, a través de la educación, movilidad y conocimiento compartido.
Tiene su secretaría internacional en las instalaciones de la Universidad de Laponia, Rovaniemi, Finlandia así como diferentes oficinas regionales en Noruega, Canada, Estados Unidos, Islandia, Rusia, Escocia y China.

## Miembros
Está integrada por más de 185 organizaciones, entre ellas 135 instituciones de enseñanza de los estados del Ártico: Canadá (43), Dinamarca (13), Estados Unidos (5), Finlandia (18), Islandia (10), Noruega (17), Rusia (55) y Suecia (7).
Desde el comienzo de la guerra contra Ucrania en 2022, las cooperaciones científicas con Rusia han estado interrumpidas. Las instituciones rusas siguen haciendo parte de UArctic, pero están suspendidas aunque la situación geopolítica permita reestablecer la cooperación árctica.